# Arrondissement Angoulême
Das Arrondissement Angoulême ist eine Verwaltungseinheit des Départements Charente in der französischen Region Nouvelle-Aquitaine. Präfektur ist Angoulême.
Ursprünglich gehörten zum Arrondissement 245 von den 404 Gemeinden des Départements Charente, so dass am 1. Januar 2008 eine Verwaltungsreform in Kraft trat, die die Ungleichheit in den Gebietszuschnitten und Bevölkerungszahlen der Arrondissements ausgleichen sollte. Sie übertrug die Gemeinden des damaligen Kantons Rouillac dem Arrondissement Cognac und die Gemeinden der damaligen Kantone Aigre, Mansle, Ruffec und Villefagnan dem Arrondissement Confolens.

## Wahlkreise
- Kanton Angoulême-1
- Kanton Angoulême-2
- Kanton Angoulême-3
- Kanton Boëme-Échelle
- Kanton La Couronne
- Kanton Gond-Pontouvre
- Kanton Touvre-et-Braconne
- Kanton Tude-et-Lavalette
- Kanton Val de Nouère (mit 7 von 23 Gemeinden)
- Kanton Val de Tardoire

## Gemeinden
Die Gemeinden des Arrondissements Angoulême sind:
| 1. Agris (16003)*                              | 2. Angoulême (16015)                | 3. Asnières-sur-Nouère (16019)            | 4. Aubeterre-sur-Dronne (16020)       |
| 5. Balzac (16026)                              | 6. Bardenac (16029)                 | 7. Bazac (16034)                          | 8. Bellon (16037)                     |
| 9. Bessac (16041)                              | 10. Blanzaguet-Saint-Cybard (16047) | 11. Boisné-La Tude (16082)                | 12. Bonnes (16049)                    |
| 13. Bors (Canton de Tude-et-Lavalette) (16052) | 14. Bouëx (16055)                   | 15. Brie (16061)                          | 16. Brie-sous-Chalais (16063)         |
| 17. Bunzac (16067)                             | 18. Chadurie (16072)                | 19. Chalais (16073)                       | 20. Champniers (16078)                |
| 21. Charras (16084)                            | 22. Châtignac (16091)               | 23. Chazelles (16093)                     | 24. Claix (16101)                     |
| 25. Combiers (16103)                           | 26. Coulgens (16107)                | 27. Courgeac (16111)                      | 28. Courlac (16112)                   |
| 29. Curac (16117)                              | 30. Deviat (16118)                  | 31. Dignac (16119)                        | 32. Dirac (16120)                     |
| 33. Écuras (16124)                             | 34. Édon (16125)                    | 35. Eymouthiers (16135)                   | 36. Feuillade (16137)                 |
| 37. Fléac (16138)                              | 38. Fouquebrune (16143)             | 39. Garat (16146)                         | 40. Gond-Pontouvre (16154)            |
| 41. Grassac (16158)                            | 42. Gurat (16162)                   | 43. Jauldes (16168)                       | 44. Juignac (16170)                   |
| 45. L’Isle-d’Espagnac (16166)                  | 46. La Couronne (16113)             | 47. La Rochefoucauld-en-Angoumois (16281) | 48. La Rochette (16282)               |
| 49. Laprade (16180)                            | 50. Les Essards (16130)             | 51. Linars (16187)                        | 52. Magnac-lès-Gardes (16198)         |
| 53. Magnac-sur-Touvre (16199)                  | 54. Mainzac (16203)                 | 55. Marillac-le-Franc (16209)             | 56. Marsac (16210)                    |
| 57. Marthon (16211)                            | 58. Médillac (16215)                | 59. Montboyer (16222)                     | 60. Montbron (16223)                  |
| 61. Montignac-le-Coq (16227)                   | 62. Montmoreau (16230)              | 63. Mornac (16232)                        | 64. Moulins-sur-Tardoire (16406)      |
| 65. Mouthiers-sur-Boëme (16236)                | 66. Nabinaud (16240)                | 67. Nersac (16244)                        | 68. Nonac (16246)                     |
| 69. Orgedeuil (16250)                          | 70. Orival (16252)                  | 71. Palluaud (16254)                      | 72. Pillac (16260)                    |
| 73. Plassac-Rouffiac (16263)                   | 74. Poullignac (16267)              | 75. Pranzac (16269)                       | 76. Puymoyen (16271)                  |
| 77. Rioux-Martin (16279)                       | 78. Rivières (16280)                | 79. Ronsenac (16283)                      | 80. Rouffiac (16284)                  |
| 81. Rougnac (16285)                            | 82. Roullet-Saint-Estèphe (16287)   | 83. Rouzède (16290)                       | 84. Ruelle-sur-Touvre (16291)         |
| 85. Saint-Adjutory (16293)                     | 86. Saint-Avit (16302)              | 87. Saint-Germain-de-Montbron (16323)     | 88. Saint-Laurent-des-Combes (16331)  |
| 89. Saint-Martial (16334)                      | 90. Saint-Michel (16341)            | 91. Saint-Quentin-de-Chalais (16346)      | 92. Saint-Romain (16347)              |
| 93. Saint-Saturnin (16348)                     | 94. Saint-Séverin (16350)           | 95. Saint-Sornin (16353)                  | 96. Saint-Yrieix-sur-Charente (16358) |
| 97. Salles-Lavalette (16362)                   | 98. Sers (16368)                    | 99. Sireuil (16370)                       | 100. Souffrignac (16372)              |
| 101. Soyaux (16374)                            | 102. Taponnat-Fleurignac (16379)    | 103. Torsac (16382)                       | 104. Touvre (16385)                   |
| 105. Trois-Palis (16388)                       | 106. Vaux-Lavalette (16394)         | 107. Villebois-Lavalette (16408)          | 108. Vindelle (16415)                 |
| 109. Vœuil-et-Giget (16418)                    | 110. Voulgézac (16420)              | 111. Vouthon (16421)                      | 112. Vouzan (16422)                   |
| 113. Yviers (16424)                            | 114. Yvrac-et-Malleyrand (16425)    |                                           |                                       |

* Zahlen in Klammern sind INSEE-Codes

## Neuordnung der Arrondissements 2017

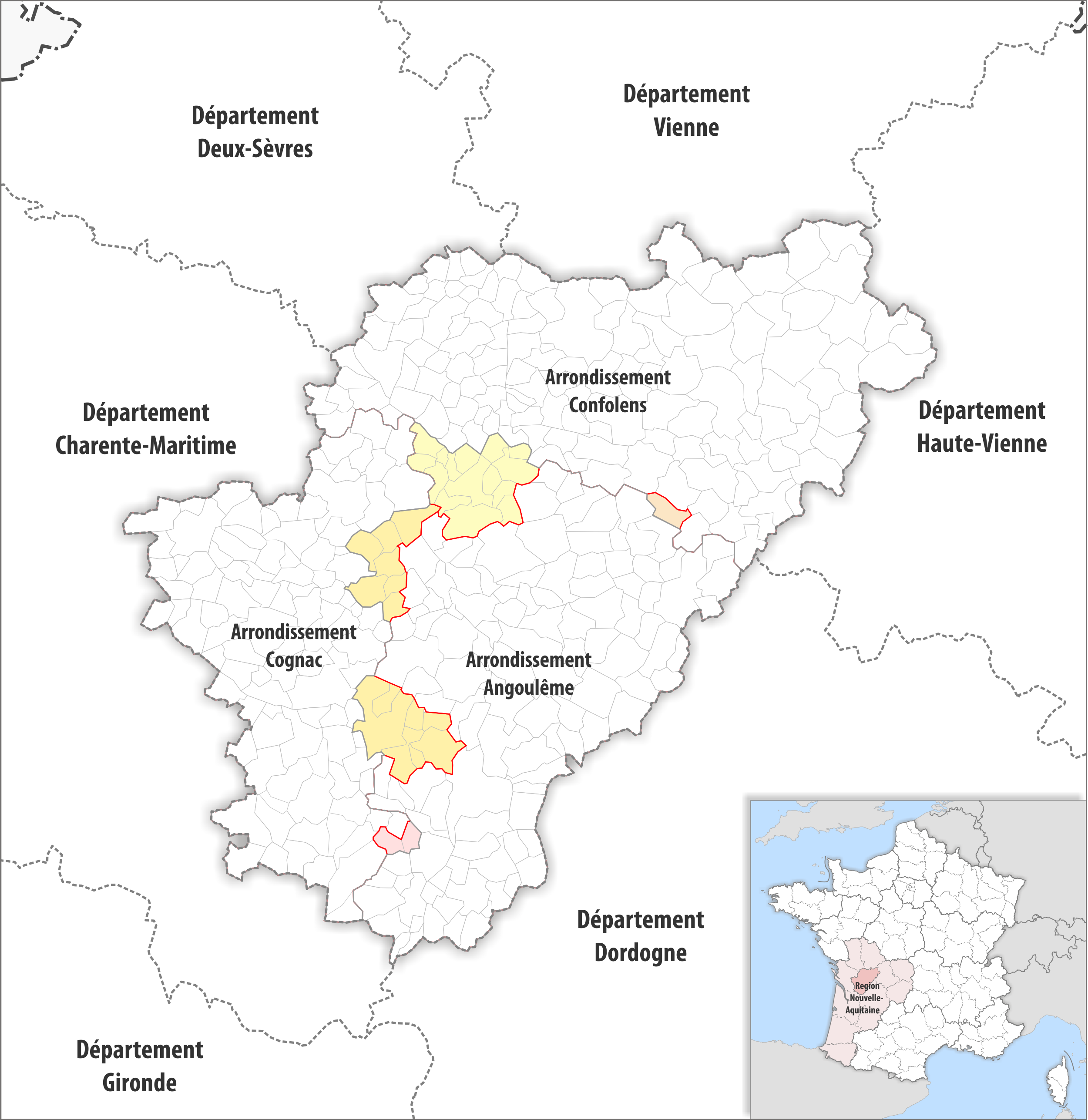
Arrondissementsanpassungen im Jahr 2017

Durch die Neuordnung der Arrondissements im Jahr 2017 wurde aus dem Arrondissement Angoulême die Fläche der 15 Gemeinden Ambérac, Anais, Aussac-Vadalle, Coulonges, La Chapelle, Maine-de-Boixe, Montignac-Charente, Nanclars, Saint-Amant-de-Boixe, Tourriers, Vars, Vervant, Villejoubert, Vouharte und Xambes dem Arrondissement Confolens und die Fläche der 14 Gemeinden Bécheresse, Champagne-Vigny, Champmillon, Côteaux du Blanzacais, Douzat, Échallat, Étriac, Hiersac, Moulidars, Pérignac, Saint-Amant-de-Nouère, Saint-Genis-d’Hiersac, Saint-Léger und Val des Vignes dem Arrondissement Cognac zugewiesen.
Dafür wechselte vom Arrondissement Cognac die Fläche der zwei Gemeinden Châtignac und Saint-Laurent-des-Combes und vom Arrondissement Confolens die Fläche der Gemeinde Saint-Adjutory zum Arrondissement Angoulême.

## Ehemalige Gemeinden seit 2015
- Bis 2024: Magnac-Lavalette-Villars, Gardes-le-Pontaroux
- Bis 2018: Vilhonneur, Rancogne, La Rochefoucauld, Saint-Projet-Saint-Constant
- Bis 2016: Aignes-et-Puypéroux, Montmoreau-Saint-Cybard, Saint-Amant-de-Montmoreau, Saint-Eutrope, Saint-Laurent-de-Belzagot
- Bis 2015: Charmant, Chavenat, Juillaguet